# Sixty Four
Albums de Donovan
Pied Piper
(2002) Brother Sun, Sister Moon
(2004)
Sixty Four est un album de Donovan sorti en 2004. Il s'agit de démos enregistrées par le chanteur en 1964 (d'où le titre), au tout début de sa carrière, pour sa première maison de disques, Pye Records.

## Titres
1. Crazy 'Bout a Woman (Jesse Fuller) – 2:42
2. Talkin' Pop Star Blues (Donovan Leitch) – 3:29
3. Dirty Old Town (Ewan MacColl) – 2:31
4. Keep on Truckin' (trad. arr. Donovan Leitch) – 2:19
5. Co'dine (Buffy Sainte-Marie) – 4:47
6. London Town (Tim Hardin) – 4:08
7. Isle of Sadness (Donovan Leitch) – 3:03
8. Darkness of My Night (Donovan Leitch) – 3:28
9. Freedom Road (Emerson Harper, Langston Hughes) – 2:06